# 吳遜
吳遜（1422年—1481年），字守謙，四川嘉定州夾江縣人，軍籍，治《禮記》，年三十六歲中式天順元年丁丑科第三甲第一百六十名進士。正月初九日生，行一，曾祖吳榮卿；祖吳興；父吳從顯；母李氏。具慶下，妻張氏，弟章；讓；節；准。由國子生中式四川鄉試第六十二名舉人，會試中式第二百八十二名。